# Opisthacanthus elatus
Opisthacanthus elatus is een schorpioenensoort uit de familie Hemiscorpiidae die voorkomt in Zuid-Amerika. De soort is 7 tot 9 cm groot.
Opisthacanthus elatus komt voor in oostelijk Panama, Colombia en Venezuela.